# Othery
Othery är en by och en civil parish i Somerset i England. Orten har 642 invånare (2011).